# Desaparición de Jean Virginia Sampare
Jean Virginia (Ginny) Sampare desapareció el jueves 14 de octubre de 1971, en las afueras de Gitsegukla, Columbia Británica, Canadá. Fue vista por última vez por su primo cerca del paso elevado del ferrocarril en la autopista 16 en las afueras de Gitsegukla. El primo de Sampare, que iba caminando con ella, fue a buscar una chaqueta o una bicicleta a su casa y cuando regresó Sampare ya no estaba. A pesar de que la policía y la comunidad local la buscaron durante los 8 días siguientes a su desaparición, sus esfuerzos resultaron infructuosos. No se la ha visto desde entonces.
A pesar de las múltiples teorías que rodean lo que podría haber llevado a su desaparición, no ha habido pruebas concluyentes que respalden ninguna de ellas.

## Antecedentes
Sampare nació el 10 de septiembre de 1953, en una familia de las naciones originarias de Canadá de ascendencia Gitxsan. El lugar de su nacimiento y los nombres de sus padres no son de conocimiento público. Es la segunda más joven de seis hijos. Sus hermanos son Anne, Winnie, Sandra, Virginia y Rod, siendo Sandra la más joven. Sampare asistió a la escuela secundaria en Hazelton, Columbia Británica. Cuando fue mayor, trabajó en una fábrica de conservas y cuidaba de sus hermanos. Vivió con sus padres en Gitsegukla. Rod describió a sus padres como muy estrictos y vigilantes; a los niños no se les permitía jugar después de los 9 años y sus padres les hacían trabajar duro. Sampare planeaba mudarse a Terrace con Rod  el mes en que desapareció. Trabajaba en la planta de enlatado de salmón de la Royal Packing Company en Claxton y fue descrita como una mujer sana y normal de 18 años.

### Personalidad
Al crecer, Sampare fue descrita como una niña tímida y tranquila que cantaba canciones de broma a sus hermanos. Le encantaba jugar a hacer de "enfermera" con sus hermanos y se turnaba para que Winnie fuera la enfermera. Sampare solía informar a sus padres de sus planes, y no era normal que se fuera sin avisar.  Cuidaba de sus hermanos, protegiéndolos cuando su padre bebía demasiado. Rod la describió como tranquila y "fuerte, muy fuerte". Rod explicó en una investigación que Sampare era cuidadosa y no participaba en ninguna actividad de alto riesgo

### Estado civil
El novio de Sampare, que también había trabajado en la planta de enlatado, había desaparecido poco antes de que ella desapareciese. Sus restos fueron encontrados después de que Sampare desapareciese. Se había ahogado en el río Skeena.

### Características físicas
Sampare tiene el cabello y los ojos oscuros. 

### Artículos personales en el momento de la desaparición.
No hay ninguna información de las cosas que Sampare se llevó cuando desapareció. Aunque era una noche fría, había dejado su chaqueta en casa.

## Desaparición
La noche de la desaparición, el 14 de octubre de 1971, la esposa de Rod, Violet, testificó que vio a Sampare en la casa de su madre. Violet declaró que la madre de Sampare llegó a casa y se metió en la cocina; poco después Sampare salió de la cocina y parecía estar llorando. Sampare evitaba el contacto visual con Violet. Le preguntó qué le pasaba y Violet dijo que Sampare se fue directa a la puerta, la abrió y salió. Violet intentó llamar a Sampare y preguntarle a dónde iba. Violet intentó llamar a Sampare, pero su suegra la detuvo, diciendo que ya "volvería". Esto ocurrió entre las 10:00 p. m. y las 11:00 p. m..
Se informó que Alvin "Hyrams" (¿Hyzims?), primo de Sampare, fue la última persona que la vio. Fue caminando con Sampare por la autopista 16 cuando se fue a casa a buscar una chaqueta o una bicicleta para luego reunirse con ella. Alvin creyó en ese momento que Sampare iba a una tienda que estaba cerca del paso elevado del ferrocarril en las afueras de la ciudad. La casa de Alvin estaba cerca de donde se separó de Sampare, justo al sur de la autopista. Violet informó que Alvin volvió a la autopista y escuchó la puerta de un vehículo que se cerraba, pero Sampare no estaba por ninguna parte.
Después de que Sampare no regresara a casa esa noche, su madre denunció su desaparición a la mañana siguiente en la oficina de la Banda India de Gitsegukla. Alguien en la oficina de la banda dijo erróneamente que tenían que esperar un cierto tiempo antes de denunciar la desaparición a la Real Policía Montada de Canadá (RPMC). No obstante la oficina de la banda envió a alguien a South Hazelton y Kitimaat para ver si estaba con sus hermanas Winnie o Anna, pero no estaba con ninguna. Después de hablar con los amigos de Sampare, algunos de ellos en Kispiox, fueron a la RPMC.

## Investigación
El 16 de octubre, la RPMC interrogó a la madre de Sampare y verificó su declaración con Anna, Winnie, y los amigos y otros familiares de Sampare y confirmó que nadie había tado con ella desde la última vez que había sido vista por Alvin. La policía nunca ha revelado si ha encontrado alguna pista o información adicional.
La RPMC informó a Rod de que el caso se había cerrado en 1985, citando un informe del Consejero Jefe de la banda de Gitsegukla en 1971 en el que se afirmaba que Sampare se había ahogado; afirmación de la que no había pruebas concluyentes. El caso se reabrió posteriormente después de que la familia se quejase.
El RPMC también analizó ADN de los hermanos de Sampare alrededor de 2006. La familia creía que esto era en respuesta a la investigación de Robert Pickton. No se informó públicamente si esto había proporcionado alguna pista en el caso.
En un momento dado Rod afirmó que vio parte del archivo de la RPMC sobre Sampare, que este indicaba que un hombre llamado Kenny Russell vio sus huellas junto al río, lo que llevó a la presunción de que entró en el río. Rod pidió una copia del expediente completo pero se la negaron.

## Labor de búsqueda
Durante ocho días después de su desaparición, la policía y los miembros de la comunidad la buscaron. El pueblo inició la búsqueda y la RPMC se unió más tarde con un perro policía de Peace River y oficiales de otros pueblos. Se estableció una base de operaciones para la búsqueda, donde los buscadores fueron coordinados y alimentados por voluntarios. La búsqueda se detuvo cuando cayó una nevada temprana. Los padres de Sampare comenzaron la búsqueda de nuevo poco después de la fusión de la nieve; la policía siguió el ejemplo
Se realizaron búsquedas entre los arbustos y bancos de arena a lo largo del río Skeena y sus afluentes en la zona desde el Cañón Kitselas, aguas abajo de Gitsegukla, hasta puntos aguas arriba de Gitsegukla.
La familia también hizo algunas búsquedas puntuales alrededor de las grandes ciudades como Vancouver y Toronto. No se encontró nada digno de mención pública en estas búsquedas  

### Geografía de Gitsegukla
Gitsegukla es un pueblo situado en el valle de Skeena entre Hazelton y Kitwanga, Columbia Británica. Está en el centro del grupo de montañas de Hazelton. El área es en gran parte montañosa con el río Skeena y algunos de sus afluentes que lo atraviesan. La capa superior del suelo es escasa, con un lecho de roca arenisca/esquisto expuesto o justo debajo de la superficie del suelo en gran parte de la zona sobre el Skeena, y arena, grava y arcilla con lecho de roca expuesto cerca y debajo del río Skeena. Los animales de la zona incluyen salmones, truchas, águilas, cuervos, petirrojos, osos negros, alces, linces, búhos, coyotes, lobos y ciervos. Hay numerosas minas en la zona; algunas estaban activas en el decenio de 1970, pero muchas de ellas eran minas de pozo abandonadas. Gitsegukla está situada en una reserva india en el territorio tradicional de Gitxsan. La banda administra la reserva desde Gitsegukla

## Trabajo de concienciación
Tanto Winnie como Rod Sampare han hablado con los medios de comunicación sobre la desaparición de su hermana y declararon junto con Victoria en una investigación sobre mujeres y niñas indígenas desaparecidas y asesinadas en septiembre de 2017. Hubo algunos artículos en los periódicos que hacían referencia a su desaparición y a todo el esfuerzo que se hizo en su búsqueda en 1971. Aparte de esto, no hay ningún registro público de que se hubiesen realizados carteles de la desaparecida o de cualquier otra forma de divulgar su desaparición. 

## Teorías
No se sabe públicamente lo que le pasó a Sampare. Su banda en un momento dado trató de incluirla en la lista de fallecidos; sin embargo, después de la expulsión de la madre de Sampare, cambiaron su estatus a desaparecida.

### Accidente, suicidio o ataque animal
Su hermano Rod ha declarado que un hombre llamado Kenny Russell había encontrado algunas huellas cerca del río Gitsegukla, con lo que se pudiera pensar que Sampare se cayó al río. Esta teoría ha sido negada por la familia de Sampare porque no había pruebas de que las huellas fueran de Sampare o de que ni siquiera fuesen huellas, considerando que la orilla donde se encontraron es principalmente de piedra. Además, los padres de Sampare la criaron para que pensase que no debía suicidarse; inculcando esta actitud tanto a ella como a sus hermanos con frecuencia. Aunque Sampare pudiese haber estado estresada por la desaparición de su novio y el altercado con su madre, no hay conocimiento público de que hubiese dejado una nota de suicidio ni ningún indicio de que tuviese un temperamento suicida. 
No hay ninguna prueba públicamente conocida de que Sampare hubiese sido atacada por un animal. 

### Huida
No se sabe que Sampare hubiese desaparecido durante algún tiempo alguna vez antes de su desaparición. De hecho, su hermana Winnie declaró públicamente que Sampare no participaba en actividades de alto riesgo. Aunque pudiese haber estado bajo estrés, no estaba en su naturaleza romper el contacto con sus padres, hermanos y amigos tan abruptamente y por un período tan prolongado de tiempo, y Sampare siempre le había contado  a alguien sus planes. Además, aunque era una noche fría, Sampare dejó su chaqueta en casa, lo que indicaba que no pensaba estar fuera mucho tiempo.

### Juego sucio
Ni la familia de Sampare ni la RPMC han descartado el juego sucio en su desaparición;  pero tampoco han probado que pueda existir juego sucio. No hay pruebas sólidas de que Sampare hubiese tenido un contratiempo o se hubiese suicidado, y el hecho de que Sampare dejara su chaqueta esa fría noche fue una prueba contra la teoría de que Ginny se escapó. Además, el informe de Alvin de que oyó cerrarse la puerta de un vehículo justo cuando iba a encontrarse con ella apoya la teoría de que se la llevaron en un vehículo. 

#### Amigos o asociados
No hay ninguna noticia de algún motivo por el que los amigos  de Sampare tuvieran alguna razón para hacerla desaparecer.

#### Desconocido
No hay constancia pública de que Sampare conociera a un extraño que fuera la causa de su desaparición. 

#### Carretera de las lágrimas
Sampare desapareció un año, casi el mismo día, después de Helen Claire Frost, que desapareció el martes 13 de octubre de 1970, y tres años antes de Monica Ignas, que desapareció el viernes 13 de diciembre de 1974. Frost desapareció de Prince George, Columbia Británica, e Ignas de Thornhill, Columbia Británica. Los tres casos son algunos de los primeros de una serie de asesinatos y desapariciones en lo que más tarde se llamaría la Autopista de las Lágrimas.